# Rajagaluh (plaats)
Rajagaluh is een bestuurslaag in het regentschap Majalengka van de provincie West-Java, Indonesië. Rajagaluh telt 4147 inwoners (volkstelling 2010).